# Backström & Reinius Arkitekter AB

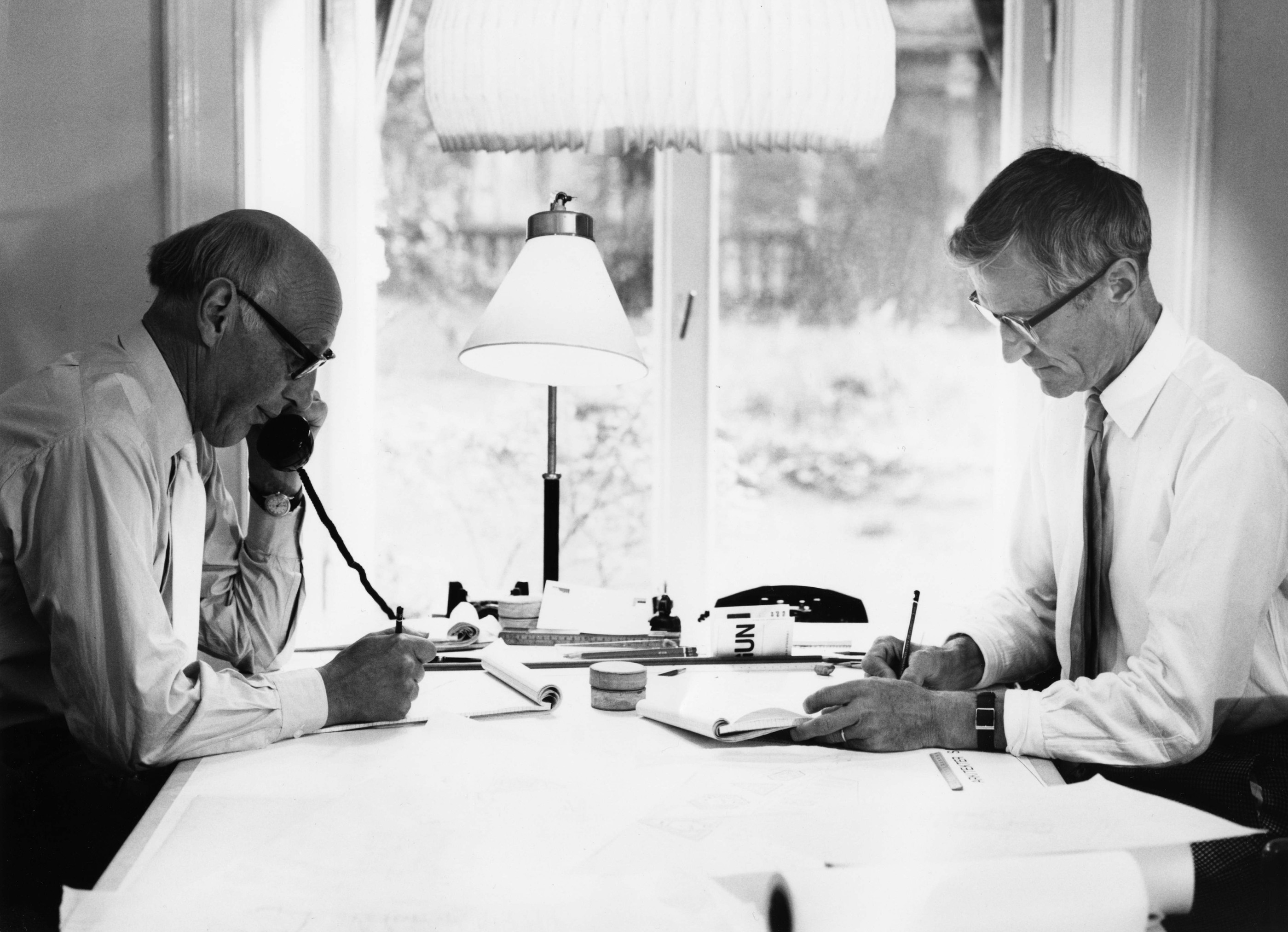
Sven Backström (till vänster) och Leif Reinius på 1960-talet.

Backström & Reinius Arkitekter AB var ett svenskt arkitektkontor i Stockholm som var verksamt mellan 1936 och 1980.

## Bakgrund

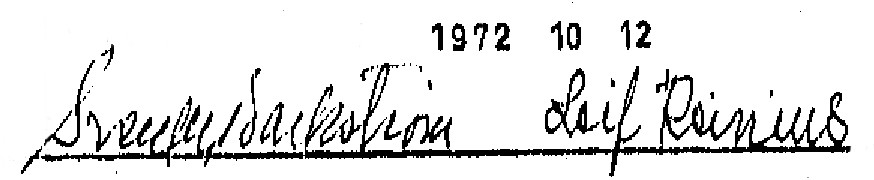

Sven Backström och Leif Reinius var kamrater redan under studieåren vid Kungliga Tekniska högskolan i Stockholm 1925–1929. Sven Backström praktiserade först på Kooperativa förbundets arkitektkontor, KFAI, och sedan 1932–1933 hos Le Corbusier i Paris. Leif Renius började sin arkitektkarriär hos Hakon Ahlberg. År 1936 startade de tillsammans arkitektkontoret Backström & Reinius Arkitekter AB.

## Verksamhet
Bostadsprojektering under 1940-talet blev deras stora specialitet. En av deras viktigaste uppdragsgivare var storbyggmästaren Olle Engkvist. Samarbetet inleddes 1936 med kvarteret Tegelslagaren 12 nära Nytorget i Stockholm. För Olle Engkvists räkning ritade Backström & Reinius 1944–1946 de uppmärksammade Stjärnhusen och Terrasshusen i Stockholmsförorten Gröndal. Stjärnhusen bildas av tre huskroppar som är stjärnformigt lagt kring ett centralt trapphus. De kan sedan byggas fristående eller kopplas samman till kedjor runt gårdar och liknande. I Gröndal bildas på så vis ett bikakemönster av sexsidiga öppna gårdar. I Rosta i Örebro tillämpades samma grundidé 1948–52, men här bildar stjärnhusen långa slingor kring gårdar och uterum. Från samma period (1943–1945) härstammar en grupp höga punkthus på Danviksklippan i Stockholm. 
Den visionäre Olle Engkvist anlitade även Backström & Reinius för att rita flera kollektivhus och familjehotell som byggmästaren uppförde i Stockholm. Först Kvinnornas hus som stod klart 1938, därefter Elfvinggården 1940 och Nockeby familjehotell 1951, samtliga med tegelfasader.
Backström & Reinius var även aktiva på ett helt annat område, nämligen kommersiella byggnader. Åt Svenska Bostäder fick de forma Vällingby Centrum (1953–1955) och Farsta Centrum (1956–1960), båda centrumanläggningarna byggdes efter principen ABC-stad (Arbete-Bostad-Centrum), som var ny för Sverige. Vid omdaningen av Stockholms city bidrog Backström & Reinius med tre projekt. Det första var Åhléns City (1964), Åhlén & Holms nya varuhus vid Klarabergsgatan, det andra var det femte höghuset vid Sergels torg (1965), det tredje PK-huset (1974) på Hamngatan, tomten där de Sagerska husen låg innan de revs 1970.

## Bilder, verk i urval

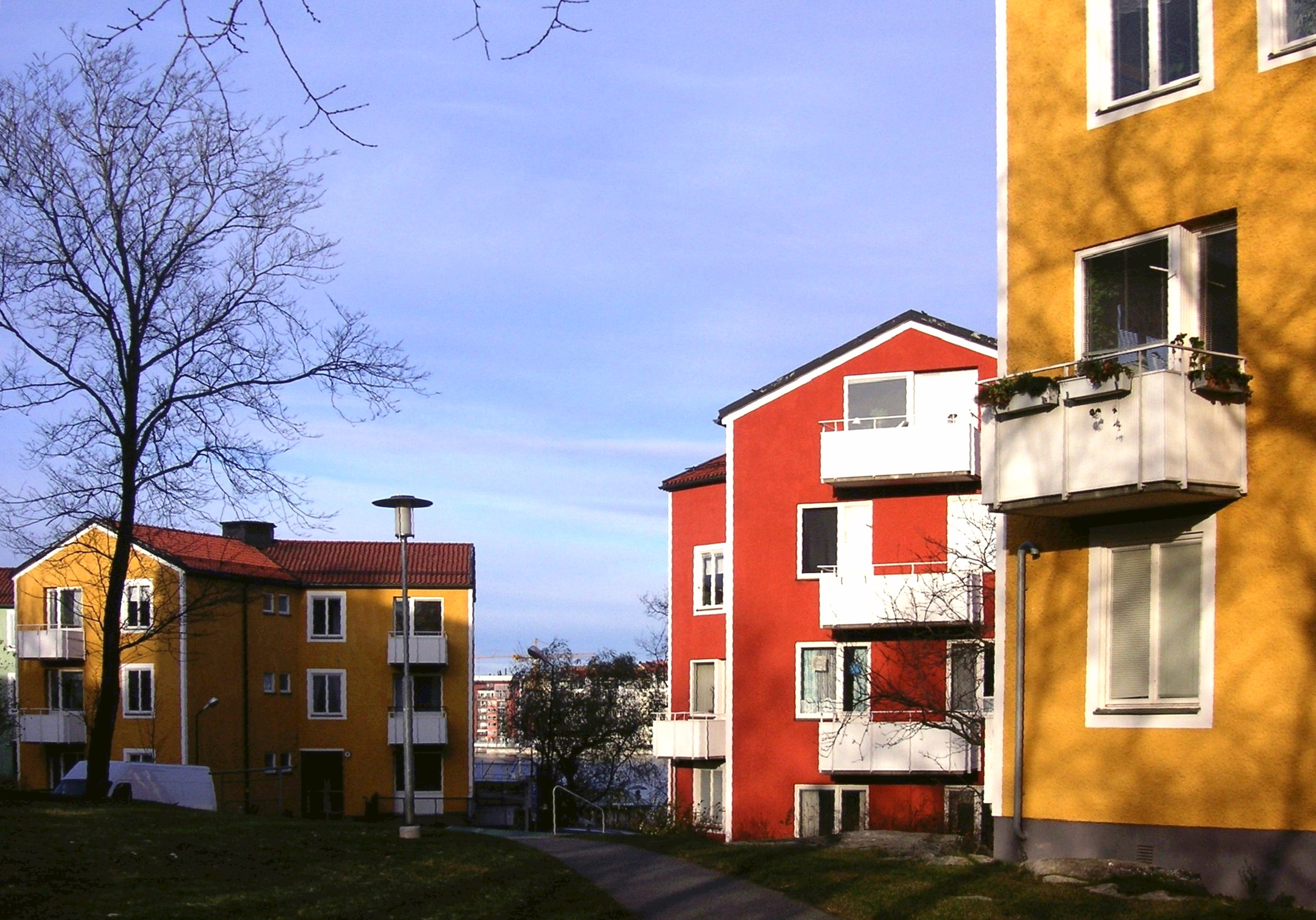
Stjärnhusen i Gröndal
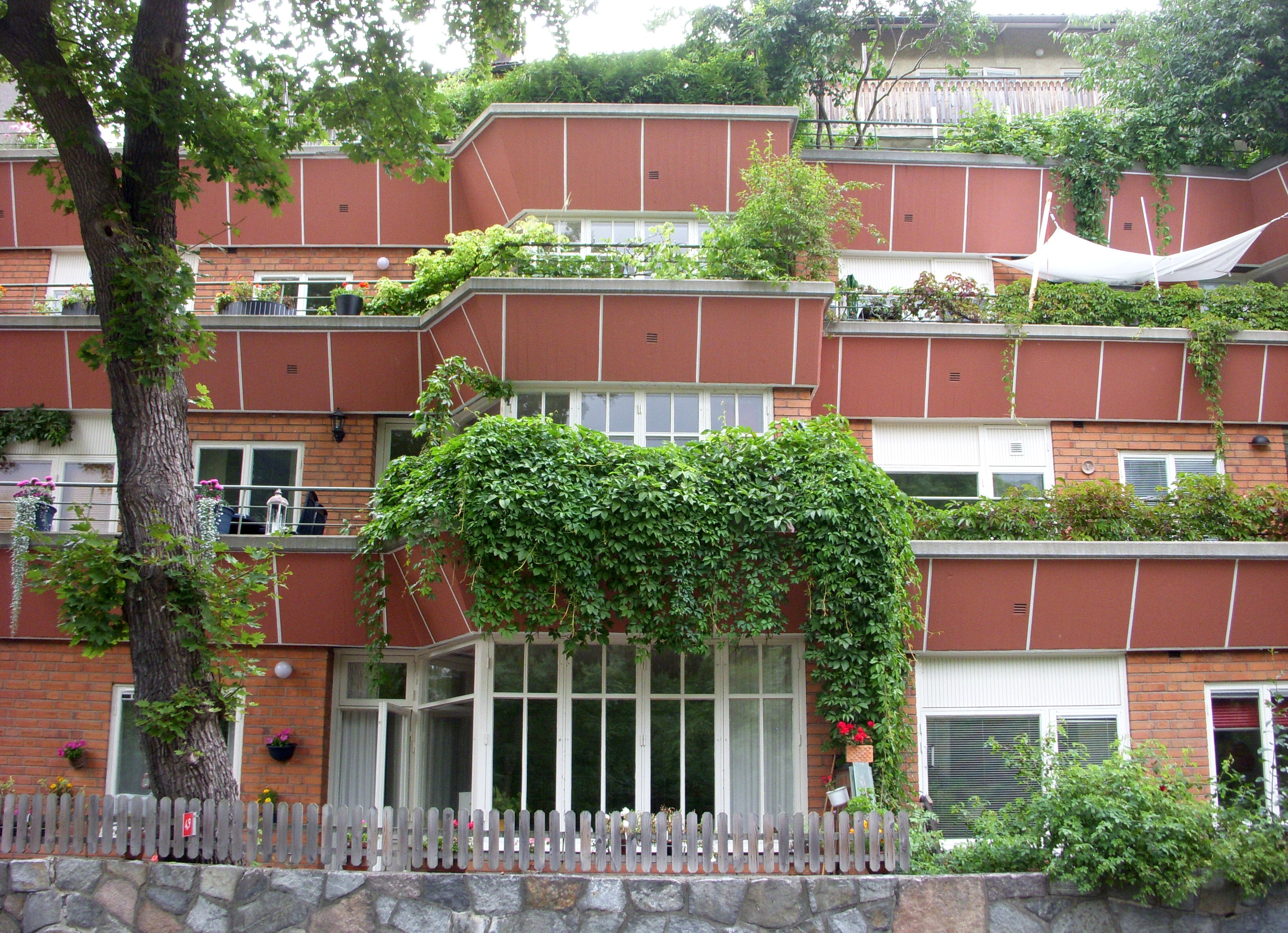
Terrasshuset  Gröndal
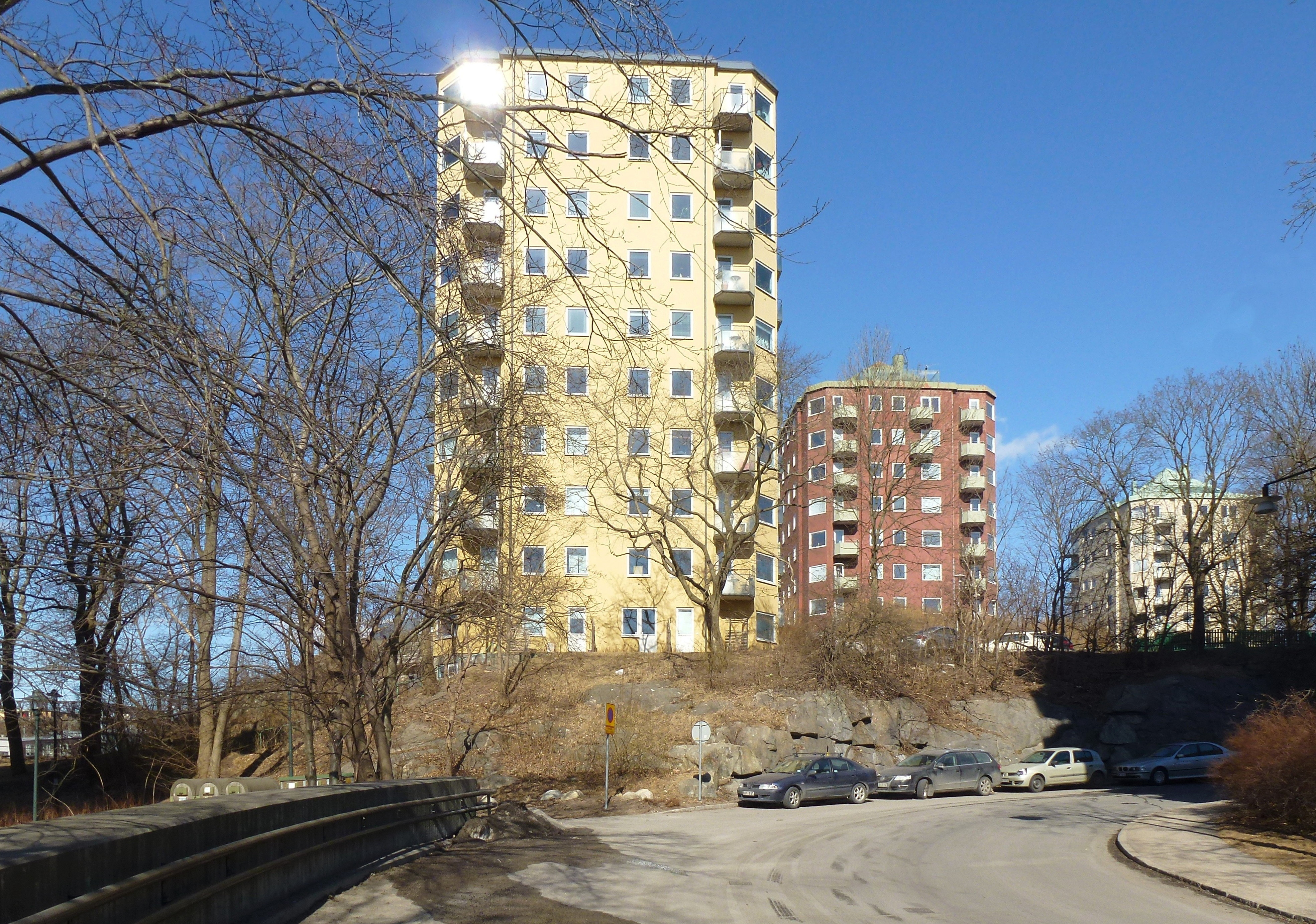
Danviksklippan
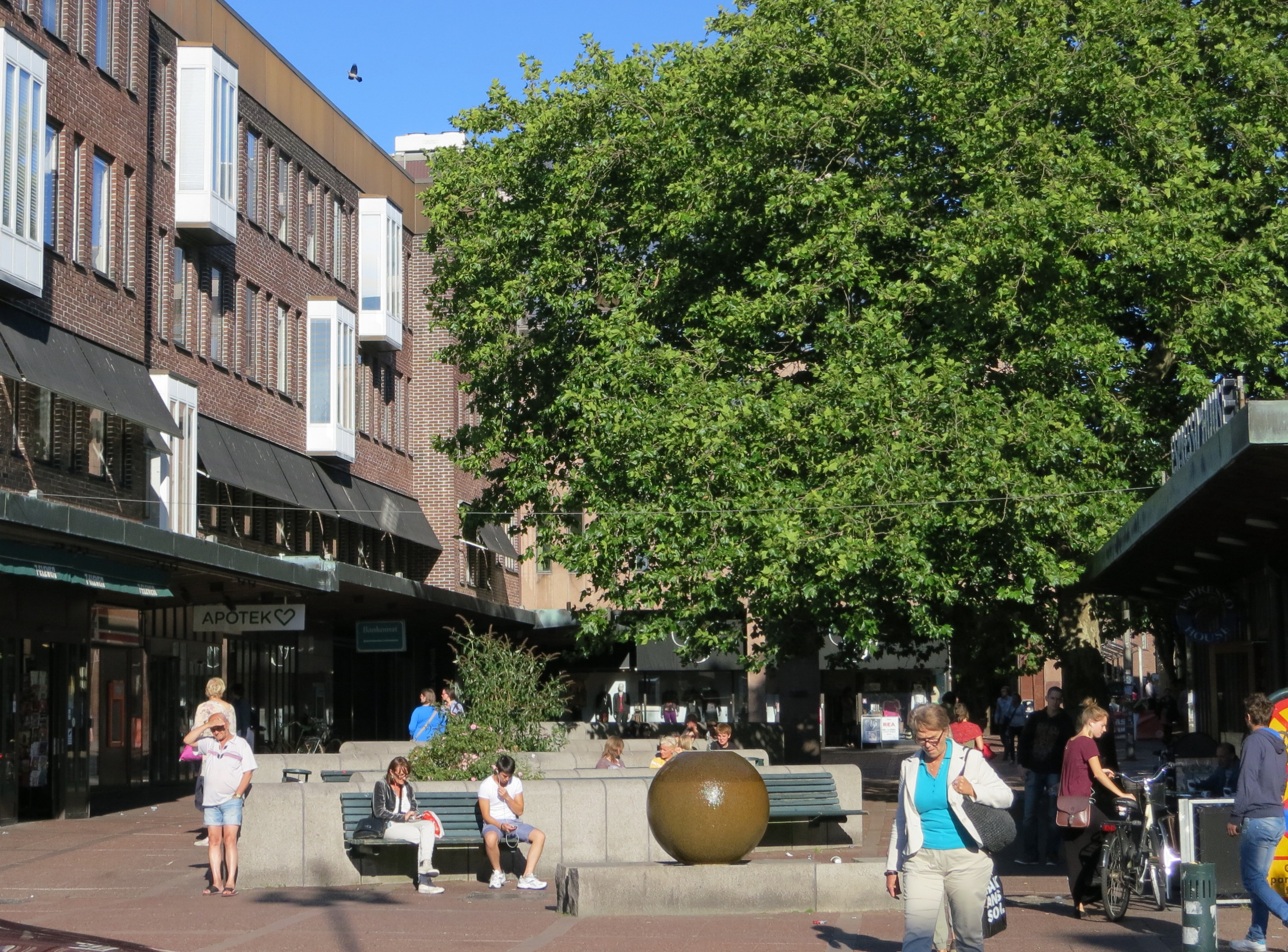
Knut den Stores torg
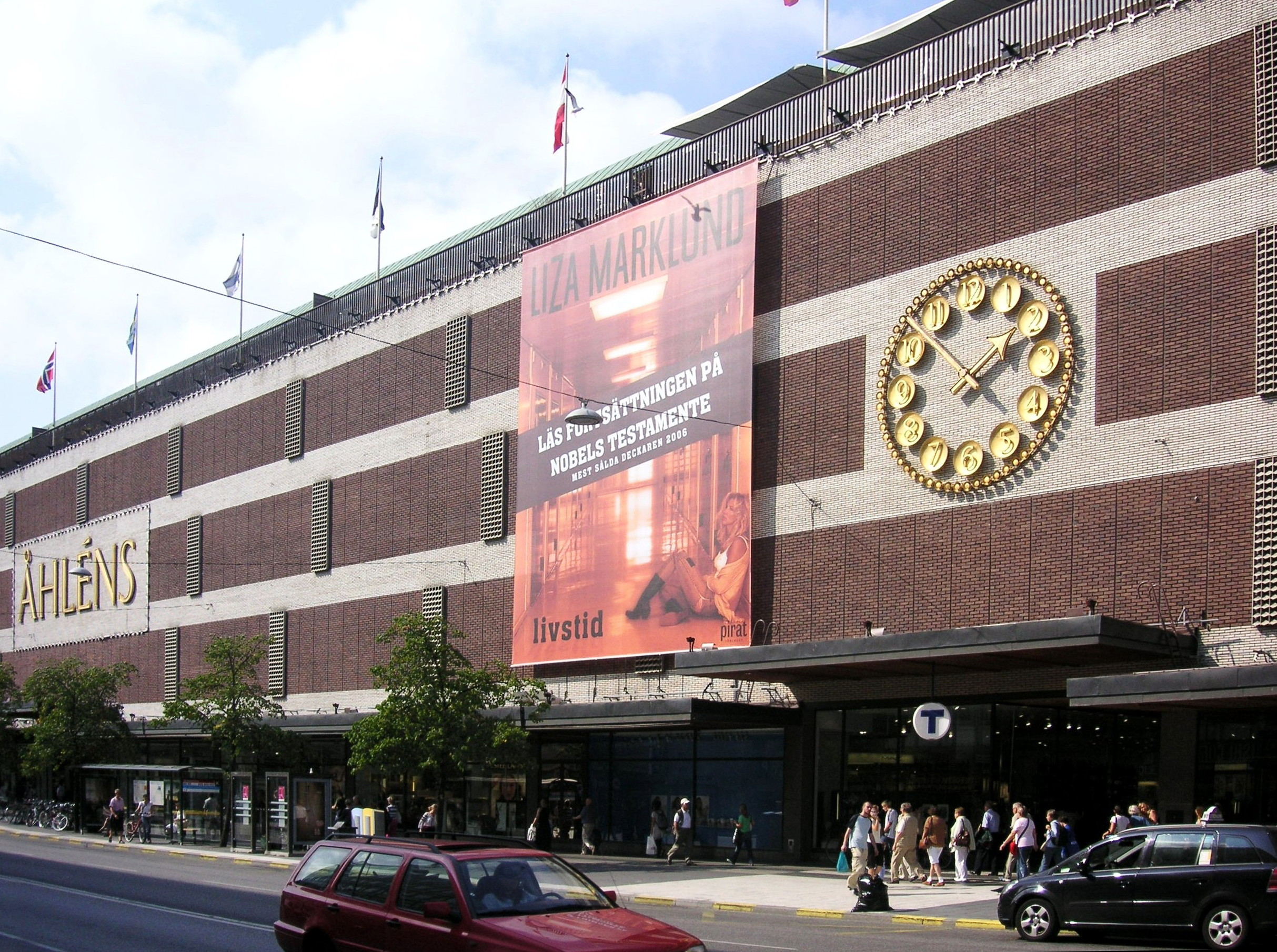
Åhléns City

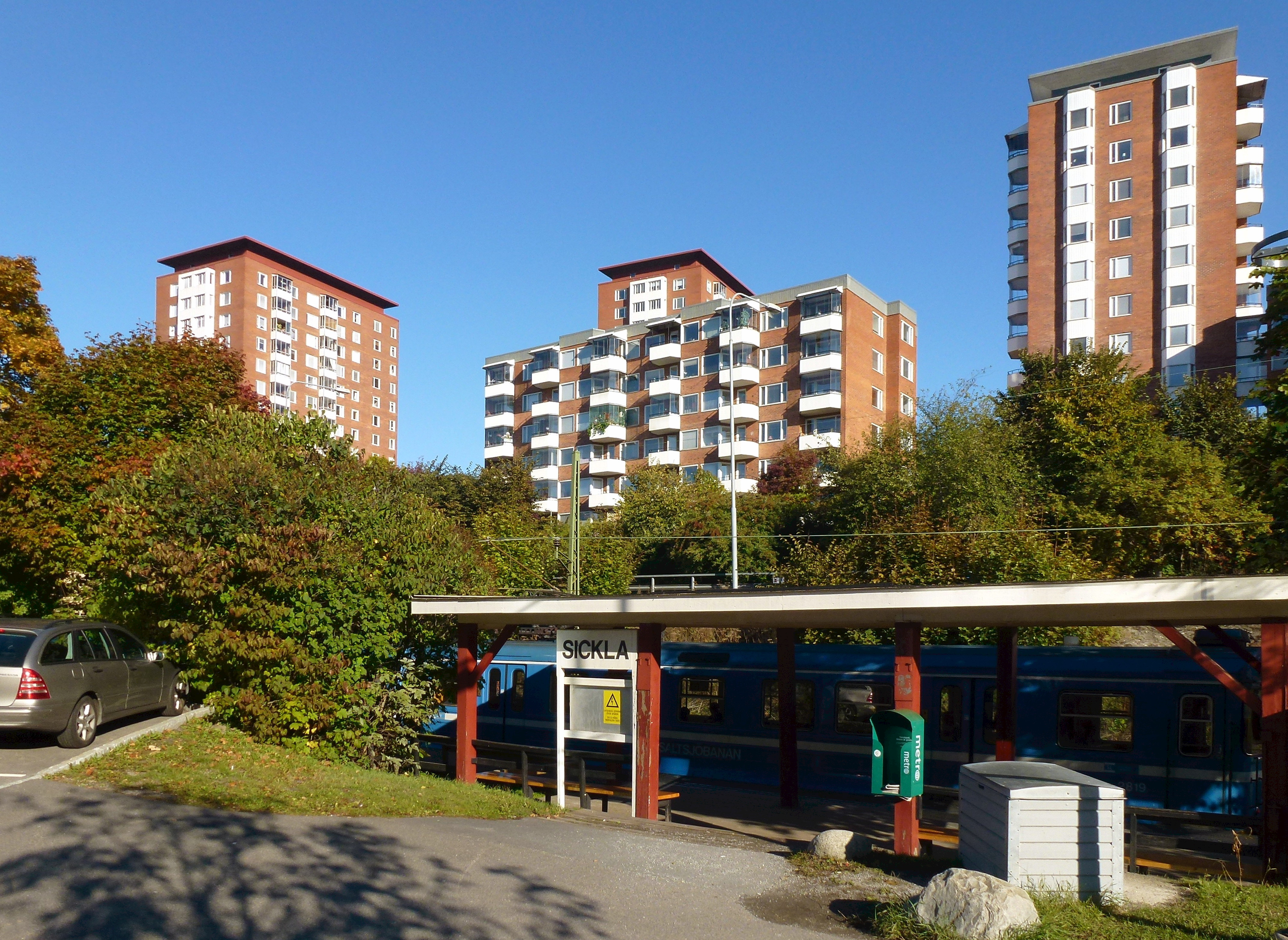
Alphyddan
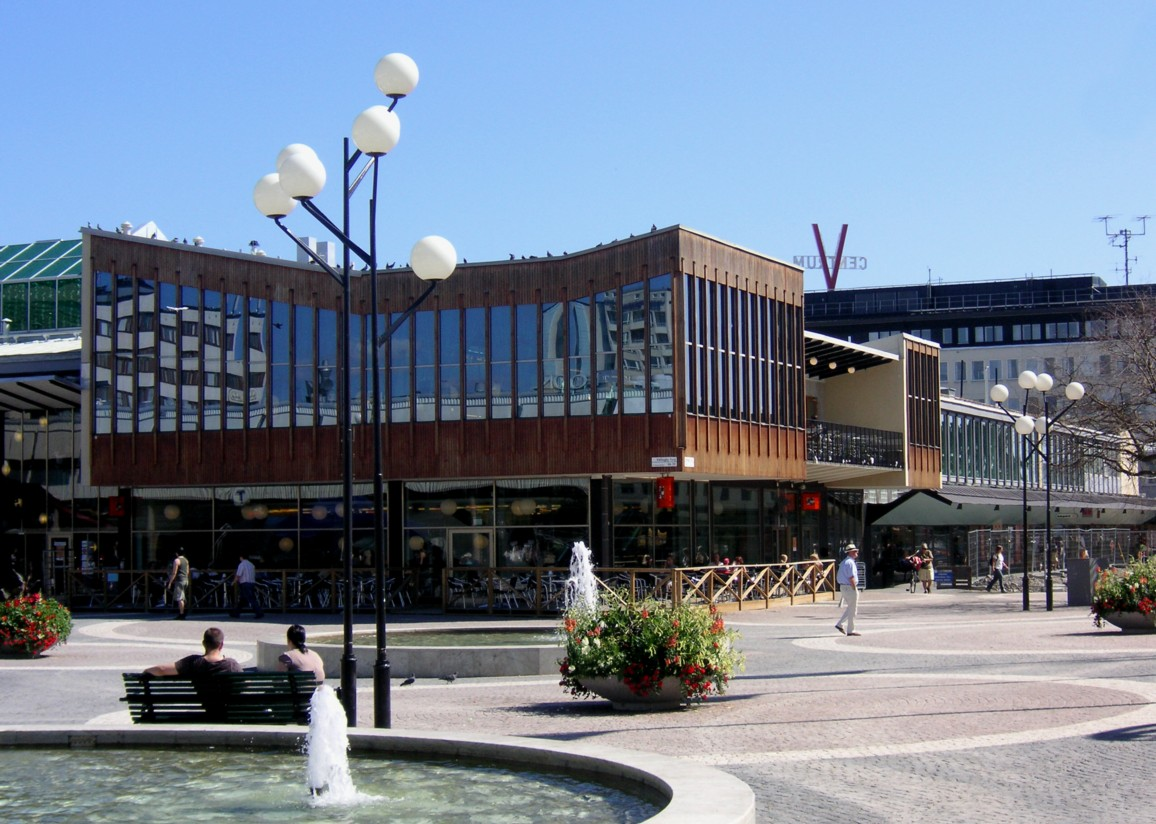
Vällingby Centrum
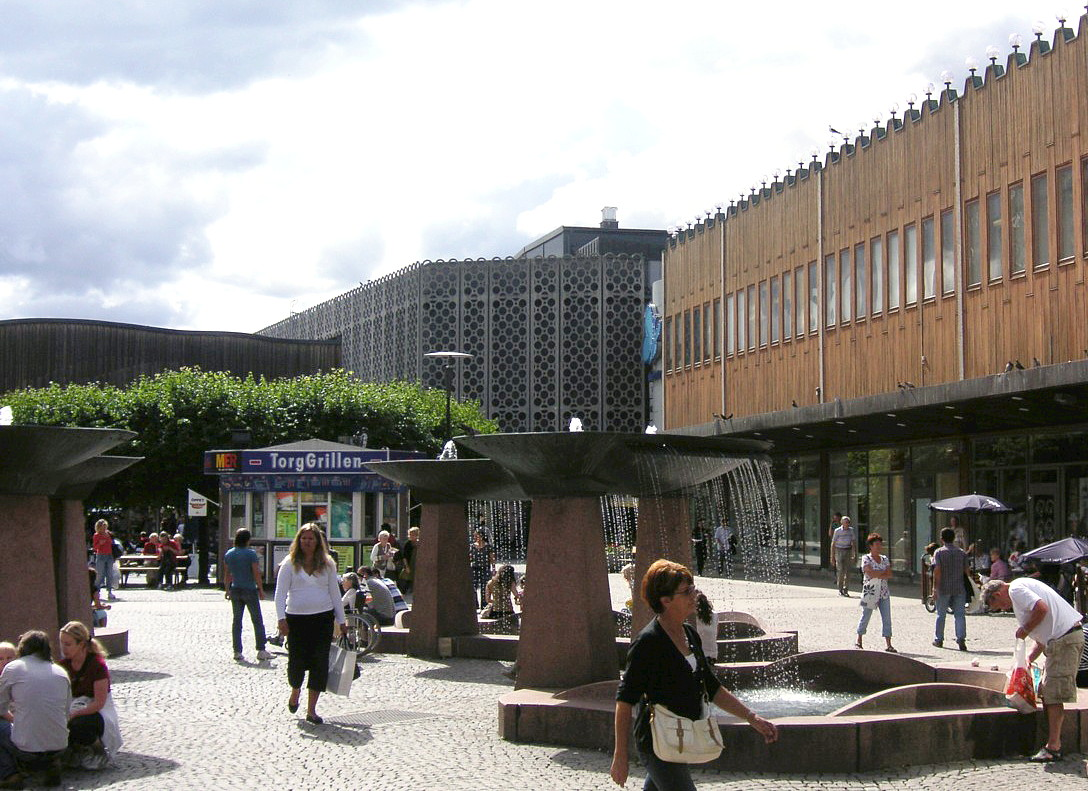
Farsta Centrum
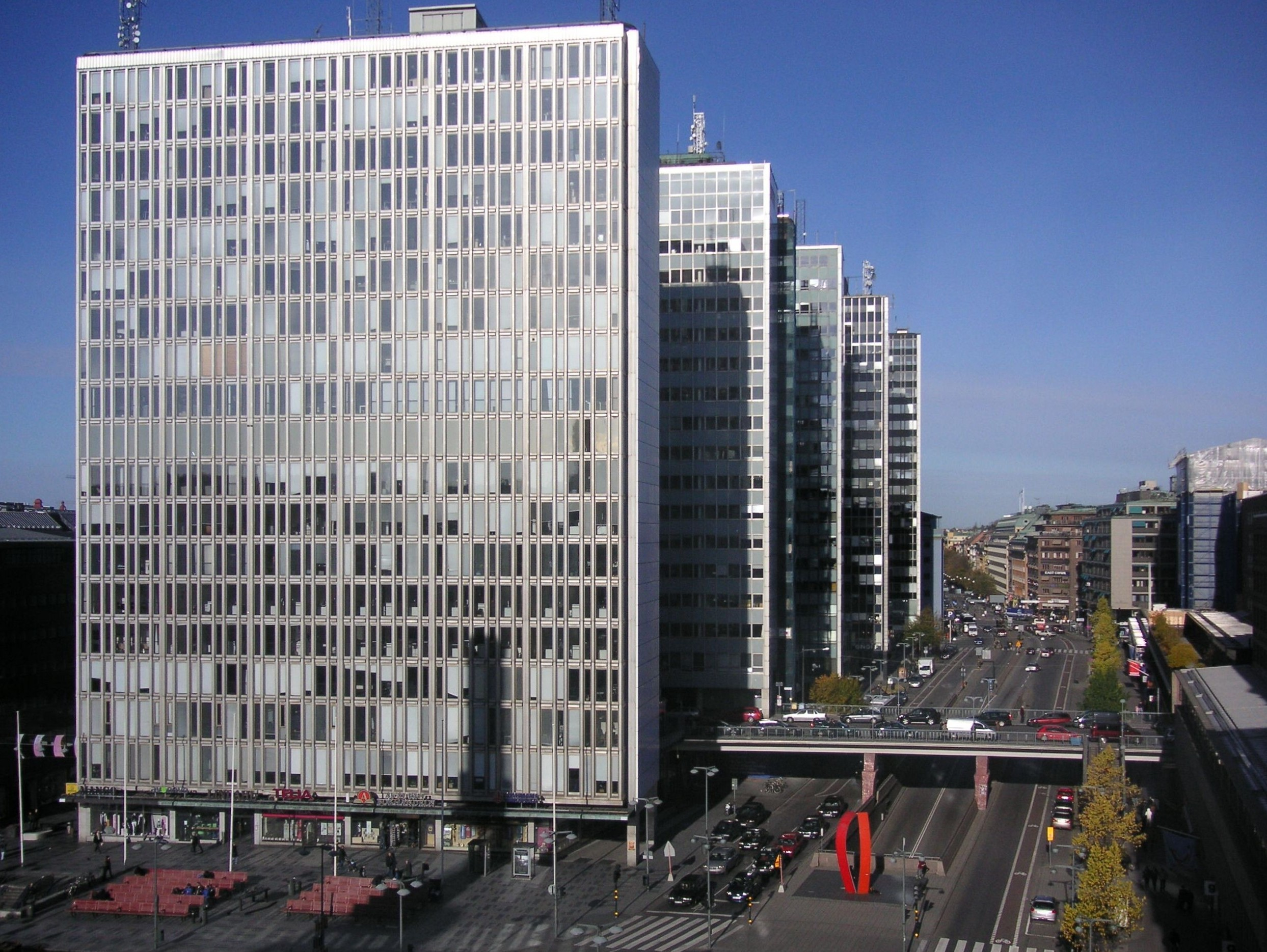
Höghus nr 5
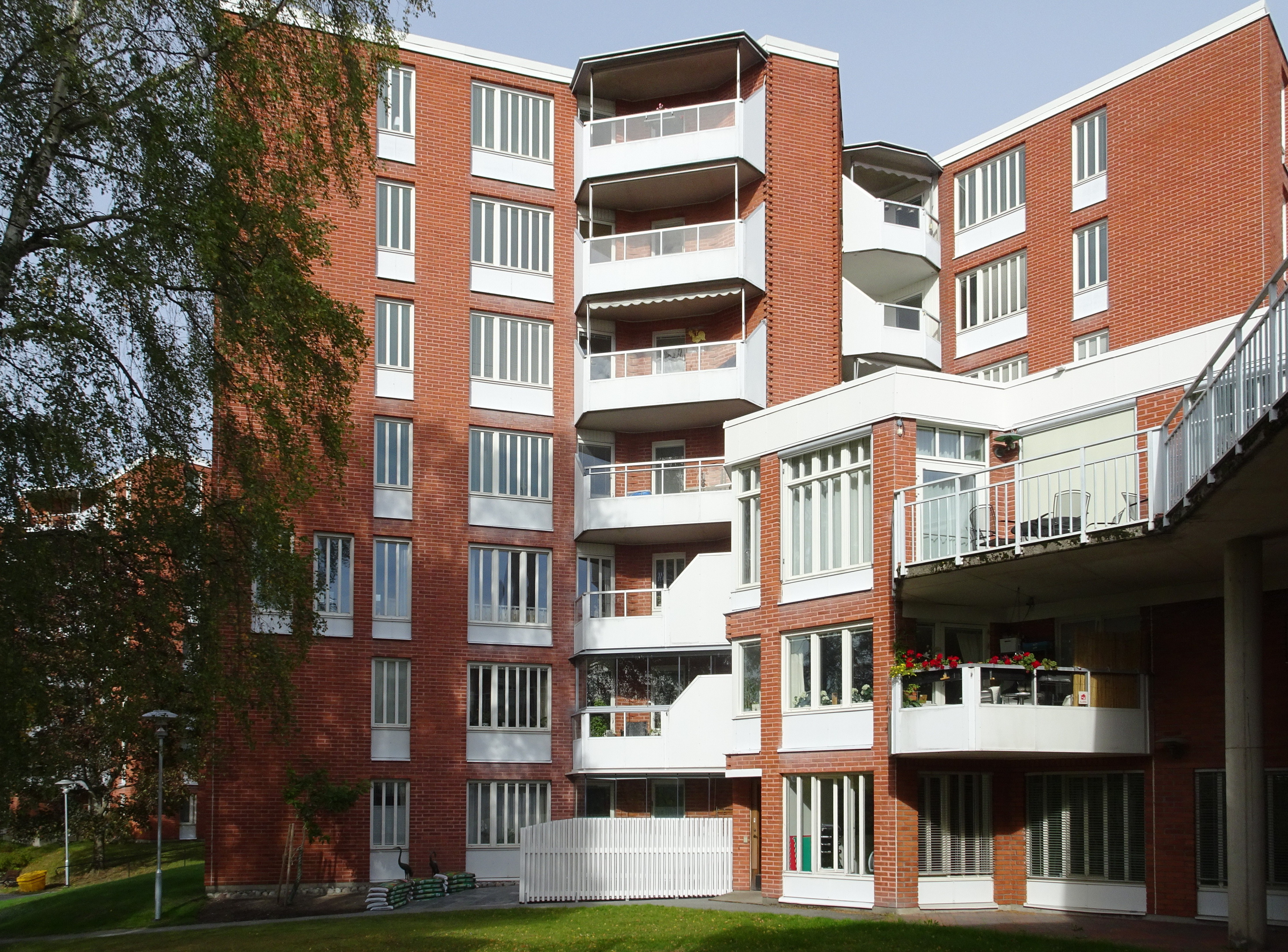
Nockebyhus

## Byggnadsverk i urval
- Tegelslagaren 12, Södermalm, första uppförda huset.
- Danviksklippans åtta punkthus
- Kvinnornas hus, Kungsklippan 11, Stockholm
- Nockeby Familjehotell, Nockebyhov, Bromma
- Farsta Centrum, Stockholm
- Vällingby Centrum, Stockholm
- Stjärnhusen, Gröndal, Stockholm
- Stjärnhusen i Bergshamra, Solna
- Terrasshusen, Gröndal, Stockholm
- Nacka Sporthall, Nacka
- Elfvinggården, Äppelviken, Bromma
- Bostadshus och garage i Alphyddan, Nacka
- Stjärnhusen i Rosta i Örebro
- Åhléns City, Stockholm
- Femte höghuset vid Sergels torg i Stockholm
- Begravningskapell, Norra begravningsplatsen, Lund
- Husen runt Knut den Stores torg, Lund
- De tre höghusen vid Farstavägen i Farsta, Stockholm
- Hovrätten för Nedre Norrland, Sundsvall
- PK-huset, Stockholm
- Kv Hurtig, kedjehus i Karlskoga
- Kontors- och industrihus i Kvarteret Tryckeriet på Liljeholmen
- Nockebyhus, Nockebyhov, Bromma
- Stjärnhusen, Motala ( https://www.stjärnhusenmotala.se )